# Campylothorax
Genre
Campylothorax est un genre de collemboles de la famille des Lepidocyrtidae.

## Liste des espèces
Selon Checklist of the Collembola of the World (version du 27 août 2019) :
- Campylothorax camelinus Womersley, 1930
- Campylothorax cassagnaui Mitra & Dallai, 1980
- Campylothorax cinctus Schött, 1927
- Campylothorax cubanus Gruia, 1983
- Campylothorax dominicanus Soto-Adames, 2016
- Campylothorax hexosetosus Soto-Adames, 2016
- Campylothorax longicornis Schött, 1893
- Campylothorax melanocephalus Mitra & Dallai, 1980
- Campylothorax mitrai Bellini & Meneses, 2012
- Campylothorax notidanus Soto-Adames, 2016
- Campylothorax plagatus Cipola & de Lima Oliveira, 2016
- Campylothorax sabanus (Wray, 1953)
- Campylothorax schaefferi Börner, 1906
- Campylothorax viruaensis Santos, Cipola & Bellini, 2016

## Publication originale
- Schött, 1893 : Beiträge zur Kenntniss der Insektenfauna von Kamerun. 1. Collembola. Bihang till Kongl. Svenska vetenskaps-akademiens handlingar, vol. 19, no 4, p. 1-28 (texte intégral).